# Ascorhynchus fusticulus
Ascorhynchus fusticulus is een vissensoort uit de familie van de Ascorhynchidae. De wetenschappelijke naam van de soort is voor het eerst geldig gepubliceerd in 1983 door Nakamura, K. & C.A. Child..